# Liêu Thái Tông
Liêu Thái Tông (25 tháng 11, 902 – 18 tháng 5, 947), tên thật là Nghiêu Cốt, tên tiếng Hán Gia Luật Đức Quang (耶律德光), tên tự Đức Cẩn, là vị hoàng đế thứ hai của Khiết Đan, tức triều đại nhà Liêu trong lịch sử Trung Quốc.
Xuất thân là con trai thứ hai của hoàng đế khai quốc Gia Luật A Bảo Cơ, Gia Luật Đức Quang ban đầu không được chỉ định là người kế vị. Tuy nhiên ông lại nhận được sự ủng hộ từ mẫu thân là hoàng hậu Thuật Luật Nguyệt Lý Đóa (hay Thuật Luật Bình). Năm 927, sau khi Liêu Thái Tổ qua đời, Thuật Luật hoàng hậu truất tư cách kế vị của hoàng trưởng tử Gia Luật Bội để lập Đức Quang lên nối ngôi, tức Liêu Thái Tông.
Dưới thời trị vì của mình, Thái Tông đổi tên nước Đại Khiết Đan thành Đại Liêu vào ngày 24 tháng 2 năm 947, và tiếp tục phát triển thế lực của người Khiết Đan. Vào năm 936, ông trợ giúp Tiết độ sứ Hà Đông của Hậu Đường là Thạch Kính Đường nổi dậy cướp ngôi, thành lập Hậu Tấn, đổi lấy việc Hậu Tấn xưng thần với nhà Liêu và cắt đất 16 châu Yến Vân cho Liêu, sự kiện này có ảnh hưởng trọng đại đến dòng chảy lịch sử Trung Quốc suốt hơn 200 năm sau đó. Để cai trị người Hán ở Yên Vân, Liêu Thái Tông lựa chọn phương thức "nhân tục nhi trị", tiến hành phân trị đối với người Khiết Đan và người Hán, thi hành lưỡng viện chế Nam diện quan và Bắc diện quan. Do Yến Vân có nhiều cửa ải và thành chiến lược, người Khiết Đan nay có thể tiếp cận vùng bình nguyên ở Hoa Bắc.
Sau khi Thạch Kính Đường mất, quan hệ Liêu - Tấn trở nên xấu đi, dẫn đến việc Liêu Thái Tông xuất binh nam hạ. Năm 946, ông tiêu diệt nhà Hậu Tấn và tự xưng là hoàng đế Trung Nguyên; nhưng gặp sự phản kháng quyết liệt của người Hán, cuối cùng phải rút quân vào cuối xuân năm 947, rồi đột ngột qua đời ở Loan Thành thuộc Hà Bắc. Con trai của Gia Luật Bội là Gia Luật Nguyễn nhân đó xưng đế, và đánh bại quân của Thuật Luật thái hậu, trở thành Liêu Thế Tông.

## Thuở ban đầu
Gia Luật Đức Quang chào đời năm 902, trước khi thành lập đế chế Khiết Đan. Cha ông là thủ lĩnh Khiết Đan A Bảo Cơ, và mẹ là người vợ nổi tiếng của A Bảo Cơ, Hoàng hậu Thuật Luật Bình. Ông là con trai thứ hai của họ. Khi trưởng thành, ông được Liêu sử miêu tả là có phong thái đứng đắn và thiên tư tốt, được thường xuyên cùng với cha mẹ tham gia giải quyết các công việc của quốc gia.
Cuối năm 922 sáu năm sau khi Gia Luật A Bảo Cơ lên ngôi hoàng đế Khiết Đan (tức là Liêu Thái Tổ), Gia Luật Đức Quang được phong làm Thiên hạ Binh mã Đại nguyên soái, dẫn quân tấn công nước láng giềng phía nam là Tấn, tiền thân của nhà Hậu Đường.
Đến mùa xuân năm 923, dưới sự chỉ huy của ông, quân Khiết Đan chiếm được Bình Châu) của nước Tấn (đời Tấn vương Lý Tồn Úc), Lý Tồn Úc vẫn bỏ qua quân Khiết Đan, chỉ để tâm đến nhà Hậu Lương của vua Chu Trấn. Gia Luật Đức Quang tiếp tục chỉ huy quân Khiết Đan đánh bại được Hồ Tốn của tộc Hề (Khố Mạc Hề).
Sau đó Gia Luật A Bảo Cơ cùng Gia Luật Đức Quang dẫn quân Khiết Đan đánh bại các bộ lạc Quyết Lý, Ngạc Nhĩ Đa Tư, kiểm soát hành lang Hà Tây, chiếm giữ Cam châu từ tay người Hồi Hột,
Tháng 5 năm 923, Tấn vương Lý Tồn Úc của nước Tấn xưng đế, đổi quốc hiệu thành Đại Đường, sử gọi là nhà Hậu Đường. Tuy nhiên, khi đó viễn cảnh của nhà Hậu Đường là không tích cực, phải đối mặt với các cuộc xâm nhập đều đặn của người Khiết Đan (do hoàng đế Gia Luật A Bảo Cơ phái đến) vào Lô Long, cùng việc An Nghĩa làm phản quy hàng nhà Hậu Lương (đời vua Chu Trấn) mới diễn ra. Nhưng Lý Tồn Úc đã phái binh đánh nhà Hậu Lương, chiếm Vận châu vào tháng 6 năm 923.
Trong năm 923, hoàng đế Gia Luật A Bảo Cơ nước Đại Khiết Đan quốc cùng con trai thứ hai là Gia Luật Đức Quang dẫn quân từ Liêu Đông phủ đánh chiếm Trường Lĩnh phủ và Hiển Đức phủ của vương quốc Bột Hải (đời vua Đại Nhân Soạn). Trường Lĩnh vương và Hiển Đức vương bỏ chạy về kinh đô Thượng Kinh của vương quốc Bột Hải. Sau đó hoàng đế Gia Luật A Bảo Cơ cùng Gia Luật Đức Quang tiếp tục dẫn quân Khiết Đan công phá kinh đô Thượng Kinh (nay là Ninh An, Hắc Long Giang, Trung Quốc) thuộc Long Tuyền phủ của vương quốc Bột Hải. Vua Đại Nhân Soạn cùng Long Tuyền vương phái quân chống cự. Cuối cùng nhờ quân dân Bột Hải kiên cường chống đỡ, hoàng đế Gia Luật A Bảo Cơ cùng Gia Luật Đức Quang phải cho rút quân về nước Đại Khiết Đan quốc sau nhiều tháng chiến đấu.
Cùng năm 923, Gia Luật A Bảo Cơ cùng Gia Luật Đức Quang đại phá quân Đảng Hạng..
Tháng 11 năm 923, hoàng đế Lý Tồn Úc của nhà Hậu Đường tiêu diệt nhà Hậu Lương của vua Chu Trấn.
Mùa xuân năm 924, quân Khiết Đan của hoàng đế Gia Luật A Bảo Cơ tấn công Lư Long của nhà Hậu Đường, tiến sâu vào tận Ngõa Kiều quan. Hoàng đế Lý Tồn Úc của nhà Hậu Đường cử Lý Tự Nguyên dẫn quân chống lại Khiết Đan, cùng Hoắc Ngạn Uy (khi ấy đã hàng Đường) làm phó. Tuy nhiên, lực lượng Khiết Đan của hoàng đế Gia Luật A Bảo Cơ đã sớm rút lui, Lý Tồn Úc triệu Lý Tự Nguyên về kinh - và để lại Đoàn Ngưng - lúc này được ban tên Lý Thiệu Khâm - trấn giữ quan. Không lâu sau đó, ngày Ất Tị (7) tháng 3 năm Giáp Thân (tức là ngày 13 tháng 4 năm 924), lại nhận được tin Khiết Đan của hoàng đế Gia Luật A Bảo Cơ xâm phạm nhà Hậu Đường lần nữa, nhưng Lý Tự Nguyên được lệnh giữ quân ở Hưng châu để dò xét động tĩnh của Khiết Đan, trong khi Lý Tùng Kha và Lý Thiệu Bân chỉ huy kị binh trấn giữ quan ải chống lại Khiết Đan.
Cùng năm 924 vua Đại Nhân Soạn của vương quốc Bột Hải xuất quân Bột Hải đánh đuổi quân Khiết Đan của Gia Luật A Bảo Cơ ra khỏi Liêu Đông phủ, tái chiếm lại Liêu Đông phủ, đưa biên giới vương quốc Bột Hải giáp với nhà Hậu Đường (đời vua Hậu Đường Trang Tông). Liêu Đông vương từ phía tây quay lại cai trị Liêu Đông phủ.
Cuối năm 924, hoàng đế Lý Tồn Úc của nhà Hậu Đường trao cho Lý Tự Nguyên 37.000 quân bảo hộ Biện châu, và đề phòng sự xâm lấn của Đại Khiết Đan quốc (đời hoàng đế Gia Luật A Bảo Cơ). Khi Lý Tự Nguyên đi đến Hưng Đường (tức Ngụy châu trước đây), ông ta đòi 500 bộ giáp phục từ phủ khố của Hưng Đường. Tướng giữ Hưng Đường, Trương Hiến, tin Lý Tự Nguyên cần giáp phục cho quân sĩ, nên cung cấp cho ông ta mà không cần có sự đồng ý của Lý Tồn Úc. Khi Lý Tồn Úc biết chuyện, rất bất bình, nói rằng: "Trương Hiến, chẳng hỏi lệnh của trẫm, tự ý lấy áo giáp của trẫm cho Lý Tự Nguyên. Đó là ý gì?". Lý Tồn Úc sau đó đã phạt Trương Hiến một tháng bổng lộc và thu hồi toàn bộ số giáp phục vừa trao cho Lý Tự Nguyên.
Không lâu sau đó, Lý Tự Nguyên đánh bại quân Khiết Đan của hoàng đế Gia Luật A Bảo Cơ ở Trác châu (涿州, nay thuộc Bảo Định). Trong lúc đó, Lý Tồn Úc quyết định bố trí lại các Tiết độ sứ địa phương để phòng bị quân Khiết Đan. Lý Tồn Úc dời Lý Thiệu Bân từ Hoành Hải đến Lư Long, nhưng lại nghĩ rằng Lý Thiệu Bân tuy có năng lực nhưng không mấy danh tiếng trong lòng quân lính, vì thế dời Lý Tự Nguyên đến trấn Thành Đức. Sau khi Lý Tự Nguyên nhận được lệnh dời trấn, vì gia đình ông ta đang ở Thái Nguyên, ông ta yêu cầu rằng Lý Tùng Kha, hiện đang ở Vệ châu dời đến Thái Nguyên để chăm sóc cho gia đình ông ta. Tuy nhiên, điều này khiến Lý Tồn Úc tức giận, nói: "Lý Tự Nguyên thân là đại tướng nắm giữ trọng trấn. Hắn ta phải biết rằng cả quân đội và triều chính đều là đặc quyền của trẫm, sao dám đòi hỏi cho con trai mình!". Lý Tồn Úc giáng chức Lý Tùng Kha, khiến Lý Tự Nguyên trở nên lo lắng, và viết thư biện bạch đến Lý Tồn Úc. Tuy nhiên, khi Lý Tự Nguyên xin đến Hưng Đường để yết kiến Lý Tồn Úc, thì Lý Tồn Úc từ chối. Trong khi đó, người thân tín của Lý Tồn Úc là Quách Sùng Thao lo sợ về ý chí của Lý Tự Nguyên, bí mật đề nghị tước binh quyền, thẩm chí giết chết ông ta; Lý Tồn Úc không theo.
Sau khi xảy ra nhiều cuộc chiến đẫm máu giữa vương quốc Bột Hải (đời vua Đại Nhân Soạn) và Đại Khiết Đan quốc của hoàng đế Gia Luật A Bảo Cơ từ năm 907 đến năm 924, vào cuối năm 924, vua Đại Nhân Soạn của vương quốc Bột Hải tiếp tục phái quân Bột Hải tấn công vào lãnh thổ của Đại Khiết Đan quốc (đời hoàng đế Gia Luật A Bảo Cơ).
Đầu năm 925, trong lúc đại quân của vương quốc Bột Hải (đời vua Đại Nhân Soạn) đang tấn công vào lãnh thổ của Đại Khiết Đan quốc (đời hoàng đế Gia Luật A Bảo Cơ), một tướng của vương quốc Bột Hải tên là Thần Đức (Sindeok) đã dẫn quân đội của mình từ Nam Hải phủ của vương quốc Bột Hải đến Cao Ly quy hàng vua Cao Ly Thái Tổ.
Lúc này nước Tân La (đời vua Tân La Cảnh Ai Vương) đang bị nước Hậu Bách Tế (đời vua Chân Huyên) liên tục tấn công áp đảo. Suy nghĩ về việc tìm kiếm liên minh từ bên ngoài để chống lại Hậu Bách Tế, vua Tân La Cảnh Ai Vương đã chọn Đại Khiết Đan quốc (đời hoàng đế Gia Luật A Bảo Cơ) và phái sứ giả sang Đại Khiết Đan quốc để lập liên minh giữa hai nước trong đầu năm 925. Tuy nhiên Đại Khiết Đan quốc đang bị quân đội của vương quốc Bột Hải (đời vua Đại Nhân Soạn) tấn công mãnh liệt. Toàn bộ Liêu Hà và vùng phía tây Liêu Hà của Đại Khiết Đan quốc đã rơi vào tay vương quốc Bột Hải. Kinh đô Lâm Hoàng (臨潢, nay thuộc Xích Phong, Nội Mông, Trung Quốc) của Đại Khiết Đan quốc đang trong tình trạng báo động. Vua Tân La Cảnh Ai Vương liền phái một đạo quân Tân La theo đường biển đi lên phía đông bắc đánh phá Nam Hải phủ và Long Nguyên phủ của vương quốc Bột Hải và phái một đạo quân Tân La đi đường biển lên phía tây bắc hỗ trợ Đại Khiết Đan quốc chống lại quân đội của vương quốc Bột Hải đang xâm lược.

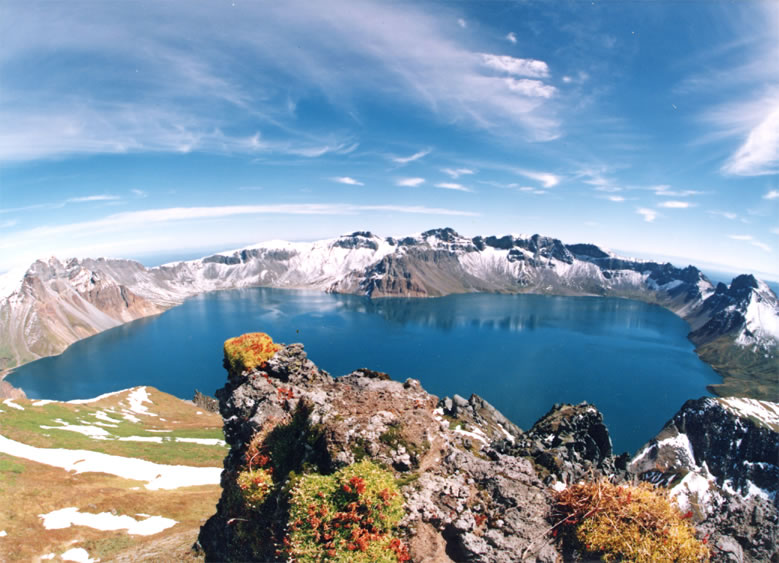
Thiên Trì thuộc núi Trường Bạch - Hõm chảo núi lửa lớn nhất thế giới.

Núi Trường Bạch (Baekdu, Bạch Đầu trong tiếng Triều Tiên) thuộc Áp Lục phủ trong lãnh thổ vương quốc Bột Hải (đời vua Đại Nhân Soạn) đã phun trào núi lửa một cách khủng khiếp vào thế kỷ thứ X (có khả năng là trong thời gian từ đầu năm 925 đến năm 947), ngọn núi khi đó nằm ở trung tâm của vương quốc Bột Hải. Núi Trường Bạch hiện vẫn còn một trong các hõm chảo núi lửa lớn nhất thế giới là Thiên Trì. Tro tàn của vụ phun trào này có thể tìm thấy trên một khu vực rộng lớn, thậm chí là trong lớp trầm tích tại miền bắc Nhật Bản (đời Thiên hoàng Daigo). Vụ nổ đã tạo ra một số lượng rất lớn tro núi lửa, gây thiệt hại nông nghiệp và tính ổn định của xã hội Bột Hải.
Do hậu quả của thiên tai này quá lớn nên vua Đại Nhân Soạn đã cho rút toàn bộ quân đội Bột Hải ra khỏi lãnh thổ Đại Khiết Đan quốc để về khắc phục hậu quả thiên tai của vương quốc Bột Hải. Sau đó, các chiến binh Tân La đã được hoàng đế Gia Luật A Bảo Cơ khen thưởng nhờ công lao giúp ông ta đánh đuổi quân Bột Hải xâm lược. Vua Đại Nhân Soạn đã bố trí đại quân Bột Hải ở Liêu Đông phủ để ngăn quân Khiết Đan thừa cơ Bột Hải đang gặp khó khăn sau thiên tai mà tấn công.
Trong khi đó, hoàng đế Lý Tồn Úc của nhà Hậu Đường lên kế hoạch tiến công Tiền Thục (đời vua Vương Diễn). Lý Tồn Úc định lấy Lý Thiệu Khâm làm tướng chỉ huy, nhưng Quách Sùng Thao không đồng tình. Khi Lý Tự Nguyên được người ta tiến cử, Quách Sùng Thao tấu rằng ông ta cần phải ở Thành Đức ở ngăn chặn quân Khiết Đan của hoàng đế Gia Luật A Bảo Cơ xâm lấn. Thay vào đó, Lý Tự Nguyên đề nghị hoàng trưởng tử là Lý Kế Nghiệp thống lĩnh tam quân. Lý Tồn Úc đồng tình và đến cuối năm 925, ông ta biến các kế hoạch thành hành động. Lý Kế Nghiệp được Lý Tồn Úc phong làm Tây Xuyên tứ diện hành doanh đô thống, còn Quách Sùng Thao (郭崇韜) được Lý Tồn Úc phong làm Đông bắc diện hành doanh đô chiêu thảo chế trí đẳng sứ và là người chỉ huy chiến dịch trên thực tế. Quân Hậu Đường dưới trướng Lý Kế Nghiệp và Quách Sùng Thao chinh phục Tiền Thục, buộc hoàng đế Vương Diễn đầu hàng cuối năm 925. Lãnh thổ Tiền Thục rơi vào tay nhà Hậu Đường.
Cũng trong cuối năm 925 Gia Luật A Bảo Cơ cùng thái tử Gia Luật Bội và Gia Luật Đức Quang xuất quân đi xâm lược vương quốc Bột Hải (đời vua Đại Nhân Soạn). Để tránh tuyến phòng thủ của đại quân Bột Hải ở Liêu Đông phủ, quân Khiết Đan đã đi con đường vòng đến bao vây và tấn công Phù Dư phủ của vương quốc Bột Hải.
Thành Phù Châu (nay là Khai Nguyên, Liêu Ninh, Trung Quốc) thuộc Phù Dư phủ của vương quốc Bột Hải nhanh chóng rơi vào tay quân Khiết Đan. Phù Dư vương chạy đến trọng thành Phù Dư (夫餘, nay thuộc Tứ Bình, Cát Lâm, Trung Quốc) thuộc Phù Dư phủ của vương quốc Bột Hải. Vào ngày 21 tháng 12 âm lịch năm Ất Dậu (năm 925), tức là ngày 7 tháng 1 dương lịch năm Bính Tuất (năm 926), quân Khiết Đan do Gia Luật Bội (con trưởng của Gia Luật A Bảo Cơ) và Gia Luật Đức Quang (con thứ hai của Gia Luật A Bảo Cơ) chỉ huy tiến hành bao vây trọng thành Phù Dư của vương quốc Bột Hải. Hoàng đế Gia Luật A Bảo Cơ đích thân chỉ huy đại quân Khiết Đan trực chỉ kinh đô Thượng Kinh (nay là Ninh An, Hắc Long Giang, Trung Quốc) thuộc Long Tuyền phủ của vương quốc Bột Hải, nhằm bắt sống kẻ thù không đội trời chung suốt 20 năm qua là vua Đại Nhân Soạn.
Từ ngày 23 tháng 12 âm lịch năm Ất Dậu (năm 925) - tức là ngày 9 tháng 1 năm Bính Tuất (năm 926) đến ngày 2 tháng 1 âm lịch năm Bích Tuất - tức là ngày 18 tháng 1 năm 926, hoàng đế Gia Luật A Bảo Cơ đã dẫn quân Khiết Đan lần lượt đánh chiếm 4 thành của vương quốc Bột Hải là Túc Châu (nay là Cửu Đài, Cát Lâm, Trung Quốc) thuộc Túc Châu phủ, Mạc Châu (nay là A Thành, Hắc Long Giang, Trung Quốc) thuộc Mạc Hiệt phủ, Trung Kinh (nay là Hòa Long, Cát Lâm, Trung Quốc) thuộc Hiển Đức phủ và Đồng Châu (nay là Uông Thanh, Cát Lâm, Trung Quốc) thuộc Đồng Châu phủ. Túc Châu vương, Mạc Hiệt vương, Hiển Đức vương và Đồng Châu vương đều quy hàng quân Khiết Đan. Đến ngày 3 tháng 1 âm lịch năm Bích Tuất, tức là ngày 19 tháng 1 năm 926, trọng thành Phù Dư (夫餘, nay thuộc Tứ Bình, Cát Lâm, Trung Quốc) thuộc Phù Dư phủ bị quân Khiết Đan do Gia Luật Bội và Gia Luật Đức Quang chỉ huy đánh chiếm. (Điều này được xem là dấu chấm hết cho vương quốc Bột Hải, ngay cả khi vào lúc đó Gia Luật A Bảo Cơ vẫn chưa chiếm được kinh thành Thượng Kinh thuộc Long Tuyền phủ của vương quốc Bột Hải) Phù Dư vương quy hàng quân Khiết Đan. Vậy là chỉ trong vòng 10 ngày mà 5 thành trì quan trọng nhất của vương quốc Bột Hải là Túc Châu, Mạc Châu, Trung Kinh, Đồng Châu và trọng thành Phù Dư đều bị thất thủ trước đại quân Khiết Đan.
Vua Đại Nhân Soạn khẩn trương cử 30.000 quân Bột Hải đến hỗ trợ cho một lão tướng (老相) để ngăn cản bước tiến của quân Khiết Đan. Tuy nhiên lão tướng ấy cùng 30.000 quân Bột Hải đã gục ngã trước đội kỵ binh của người Khiết Đan do hoàng đế Gia Luật A Bảo Cơ chỉ huy.
Sau vài tháng đánh Bột Hải, quân Khiết Đan đã tràn ngập khắp đất nước Bột Hải. Những người Khiết Đan sinh sống trên lãnh thổ vương quốc Bột Hải từ thời Bột Hải Cao Vương cũng cầm vũ khí lên hỗ trợ quân đội Khiết Đan tiêu diệt vương quốc Bột Hải này. Mười bốn phủ còn lại của vương quốc Bột Hải là Long Tuyền phủ, Long Nguyên phủ, Nam Hải phủ, Áp Lục phủ, Trường Lĩnh phủ, Liêu Đông phủ, Định Lý phủ, An Biên phủ, Súy Tân phủ, Đông Bình phủ, Thiết Lợi phủ, Hoài Viễn phủ, An Viễn phủ và Doanh Châu phủ đều bị người Khiết Đan và quân đội Khiết Đan tấn công. Kinh đô Thượng Kinh (nay là Ninh An, Hắc Long Giang, Trung Quốc) nằm trên đồng cỏ rộng lớn thuộc Long Tuyền phủ của vương quốc Bột Hải bị quân Khiết Đan bao vây vào ngày 9 tháng 1 âm lịch năm Bính Tuất, tức là ngày 25 tháng 1 dương lịch năm 926.
Ngày 14 tháng 2 âm lịch năm Bính Tuất, tức là ngày 28 tháng 2 dương lịch năm 926, kinh đô Thượng Kinh (nay là Ninh An, Hắc Long Giang, Trung Quốc) thuộc Long Tuyền phủ của vương quốc Bột Hải thất thủ trước người Khiết Đan sau 34 ngày chiến đấu. Hoàng đế Gia Luật A Bảo Cơ cùng thái tử Gia Luật Bội chỉ huy binh sĩ Khiết Đan tràn vào thành Thượng Kinh. Vua cuối cùng của Bột Hải là Đại Nhân Soạn (khi đó hơn 50 tuổi) cùng Long Tuyền vương và 300 văn võ bá quan Bột Hải đã đầu hàng quân Khiết Đan. Vào thời điểm thất thủ, binh lính của vương quốc Bột Hải lên tới "hàng trăm nghìn" người theo Liêu sử. Thái tử Đại Quang Hiển (khi đó hơn 30 tuổi) đã tập hợp được một đội quân hàng vạn người Bột Hải đào thoát khỏi Thượng Kinh. Cung điện của Thượng Kinh đã bị đốt cháy bởi sự cướp bóc của quân đội Khiết Đan. Toàn bộ sách vở, tài liệu, thơ ca của vương quốc Bột Hải đều bị quân Khiết Đan thiêu hủy sạch sẽ. Do đó những thông tin hiện có ngày nay về vương quốc Bột Hải đều lấy từ các sách sử của Trung Quốc, Nhật Bản, Nga và Triều Tiên - Hàn Quốc.
Mười ba đại vương cai trị 13 phủ còn lại của vương quốc Bột Hải là Long Nguyên vương, Nam Hải vương, Áp Lục vương, Trường Lĩnh vương, Liêu Đông vương, Định Lý vương, An Biên vương, Súy Tân vương, Đông Bình vương, Thiết Lợi vương, Hoài Viễn vương, An Viễn vương và Doanh Châu vương đều quy hàng đại quân Khiết Đan của hoàng đế Gia Luật A Bảo Cơ. Vương quốc Bột Hải bị diệt vong sau 228 năm tồn tại với 15 đời vua.
Hoàng đế Gia Luật A Bảo Cơ đổi tên kinh đô Thượng Kinh (nay là Ninh An, Hắc Long Giang, Trung Quốc) thành pháo đài Hốt Hãn. Đại Nhân Soạn cùng toàn bộ hoàng tộc Bột Hải bị áp giải đến Đại Khiết Đan quốc, nhiều cư dân Bột Hải cũng bị ép phải di cư đến Đại Khiết Đan quốc, trong khi nhiều người dân của vương quốc Bột Hải bao gồm nhiều quý tộc Bột Hải (khoảng 200.000 người) đã chạy trốn đến Cao Ly (đời vua Cao Ly Thái Tổ) ở phía nam. Một phần đông người Bột Hải sống trộn lẫn các bộ lạc của người Hắc Thủy Mạt Hạt và người Tungus và từ từ hình thành nên bộ tộc Nữ Chân.

Khu vực do Đại Khiết Đan quốc kiểm soát. Vương quốc Đông Đan được tô màu xanh lam.

Gia Luật A Bảo Cơ thiết lập ra vương quốc Đông Đan trên lãnh thổ cũ của Bột Hải, đặt quốc đô ở Phù Dư, phong anh trai của Gia Luật Đức Quang là Gia Luật Bội làm Đông Đan vương, với danh hiệu: "Nhân Hoàng vương", và dùng danh xưng cho chính mình là "Thiên hoàng đế" và vợ là Thuật Luật Bình là "Địa hoàng hậu". Một phần đất đai của Bột Hải được sáp nhập vào Đại Khiết Đan quốc và phần đất đai Bột Hải còn lại là nơi sinh sống của người Bột Hải gốc Cao Câu Ly vẫn giữ được độc lập. Gia Luật A Bảo Cơ phong cho Gia Luật Đức Quang làm "Thái tử Đại Nguyên soái", phụ trách kinh đô Khiết Đan là Lâm Hoàng), nơi mà trước đây Gia Luật Bội từng phụ trách. Gia Luật A Bảo Cơ còn tiến hành thu biên người Nữ Chân của Bột Hải ở phương nam, gọi là Thục Nữ Chân, người Nữ Chân của Bột Hải ở phương bắc là Sinh Nữ Chân. Gia Luật A Bảo Cơ luôn có ý đồ nam hạ Trung Nguyên. Những người dân Bột Hải bị chinh phục ngay lập tức bắt đầu nổi dậy chống lại Đại Khiết Đan quốc của Gia Luật A Bảo Cơ từ năm 926.
Gia Luật Bội đã bước lên ngai vàng của vương quốc tại pháo đài Hốt Hãn, kinh đô Thượng Kinh của Bột Hải cũ, nay thuộc Ninh An, Hắc Long Giang, Trung Quốc. Vương quốc dùng tên Hán là Đông Đan, để tỏ lòng kính trọng với Đại Khiết Đan quốc ở phía tây.
Hoàng đế Gia Luật A Bảo Cơ sau đó phái Gia Luật Đức Quang dẫn quân đi tấn công biên giới phía bắc nhà Hậu Đường (đời vua Hậu Đường Minh Tông). Quân Hậu Đường bại trận nhưng quân Khiết Đan rút lui khi hay tin hoàng đế Gia Luật A Bảo Cơ đã không còn khỏe nữa.
Không lâu sau khi chiếm được Phù Dư, hoàng đế Gia Luật A Bảo Cơ lâm bệnh và đột ngột qua đời vào ngày 6 tháng 9 năm 926 khi vẫn còn ở Phù Dư, thọ 55 tuổi. Sau khi ông ta qua đời, Hoàng hậu Thuật Luật Bình của ông ta đã từ chối tuẫn táng cùng ông ta theo phong tục truyền thống của Khiết Đan, và bà ta chọn cách chặt đứt bàn tay phải để chôn theo ông ta. Thuật Luật Bình sau đó nắm giữ quyền lực về quân sự và dân sự, và có thể giám sát việc kế vị hoàng vị theo điều kiện của bà ta. Việc Hoàng hậu Thuật Luật Bình từ chối tử tử để tuẫn táng cùng Gia Luật A Bảo Cơ khiến phong tục lâu đời này của người Khiết Đan đã chấm dứt.
Thuật Luật Bình hoàng hậu chiếm lấy đại quyền, bà và Gia Luật Bội hộ tống di thể Thái Tổ về Lâm Hoàng, cử em trai của Gia Luật A Bảo Cơ là Gia Luật An Đoan làm Đông Đan Quốc vương, phụ chính tạm thời cai quản vương quốc Đông Đan. Do Gia Luật Bội mang cả giá trị Hán và Khiết Đan, Hoàng hậu Thuật Luật Bình đã phản đối Da Luật Bội trở thành hoàng đế. Bà tin rằng sự cởi mở của Gia Luật Bội với văn hóa Hán có thể làm suy giảm khả năng lãnh đạo của ông trong vai trò là một người Khiết Đan, thay vào đó bà ủng hộ người con trai thứ hai của Gia Luật A Bảo Cơ, là người mang tính truyền thống hơn, đó là Gia Luật Đức Quang, sự ủng hộ dành cho Gia Luật Đức Quang còn đến từ giới quý tộc Khiết Đan. Khi trở lại Lâm Hoàng, Thuật Luật Bình muốn truất tư cách kế vị của Gia Luật Bội, vì mà yêu thương Đức Quang hơn. Tuy nhiên, theo truyền thống, bà triệu tập các tù tưởng, cùng với Gia Luật Bội và Gia Luật Đức Quang. Hoàng hậu nói với họ: Ta thương yêu cả hai đứa con trai này, nhưng không biết nên chọn ai trong số chúng làm hoàng đế. Các người nếu quyết định chọn ai thì cứ chạy đến ôm đứa đó. Các tù trưởng biết rằng bà thương Đức Quang, bèn chạy đến ôm chân ông. Do đó hoàng hậu lập Đức Quang làm hoàng đế vào ngày 11 tháng 12 năm 927, là Liêu Thái Tông. Gia Luật Bội tức giận trước âm mưu của mẹ mình, bèn dẫn mấy trăm quân sĩ chạy trốn đến nhà Hậu Đường (đời vua Hậu Đường Minh Tông), nhưng bị người Khiết Đan bắt lại được tại biên giới. Thuật Luật hoàng hậu không trừng phạt ông ta, mà đưa về Đông Đan. Gia Luật Bội đã buộc chú là Đông Đan Quốc vương Gia Luật An Đoan trả ngai vàng Đông Đan lại cho mình.

## Những năm đầu
Liêu Thái Tông tôn mẹ là Thuật Luật hoàng hậu làm hoàng thái hậu, tấn phong phu nhân là Thuật Luật Ôn, cháu của Thuật Luật thái hậu, làm hoàng hậu. Sử cũ ghi rằng ông rất hiếu kính với thái hậu, khi thái hậu ốm đau và không muốn ăn uống, thì ông cũng không ăn uống, và nếu thái hậu không hài lòng với ông vì một điều gì đó, thì ông cũng không dám đến gặp bà đến khi bà nguôi giận.
Căng thẳng chính trị đã sớm nổ ra giữa Gia Luật Bội và Liêu Thái Tông, người đã có được ngôi báu Khiết Đan sau khi Gia Luật A Bảo Cơ qua đời, trên đường đến quê nhà sau một chiến dịch tương đối thành công chống lại nhà Hậu Đường. Để ngăn cản Gia Luật Bội tạo lập quyền lực riêng tại Đông Đan, Liêu Thái Tông đã lệnh cho anh trai mình cùng toàn bộ dân trong thành phải dời đô từ Hốt Hãn thuộc Long Tuyền phủ ở Đông Mãn Châu đến Đông Bình (nay là Liêu Dương) thuộc Liêu Đông phủ ở Tây Mãn Châu trong tháng 12 năm 927. Những người Bột Hải cũ cũng bị cưỡng bách đến Đông Bình. Bản thân Hoàng vương Gia Luật Bội bị đặt dưới sự giám sát của các cận binh hoàng cung do hoàng đế Liêu Thái Tông phái đến.
Bột Hải hoàn toàn nằm dưới sự kiểm soát của người Khiết Đan, những người đã lập nên vương quốc Đông Đan. Người dân Bột Hải cùng nhau nổi dậy để chống lại những thế lực cai trị mới, và nhiều phong trào phục quốc đã xuất hiện trong khoảng 200 năm.
Bắt đầu từ năm 927, người Khiết Đan bắt đầu săn lùng và hành quyết tất cả các thành viên của vương tộc Bột Hải để ngăn chặn việc bất kỳ ai có thể được đưa lại lên ngai vàng Bột Hải, dù là vua hay nữ vương. Tuy nhiên, một vài thành viên của vương tộc vẫn sống sót. Trong số họ có Đại Quang Hiển (Dae Gwang-hyeon) đang ẩn nấu. Một số thành viên gia tộc họ Đại khác đã thống nhất các nhóm kháng cự ở phía tây sông Áp Lục, đánh chiếm thành Hốt Hãn (nay là Ninh An, Hắc Long Giang, Trung Quốc) thuộc Long Tuyền phủ và lập nên vương quốc Hậu Bột Hải tại thành Hốt Hãn đó trong tháng 12 năm 927.
Hậu Bột Hải ra đời với sự nỗ lực của các quý tộc Bột Hải cũ để lập nên một vị vua mới họ Đại lên ngai vàng và hồi sinh vương quốc. Những người dân Bột Hải ngay lập tức đã nổi dậy chống lại người Khiết Đan và điều này nằm ngoài tầm kiểm soát của vương quốc Đông Đan (đời vua Gia Luật Bội). Vua Gia Luật Bội liền bổ nhiệm cựu vua Bột Hải là Đại Nhân Soạn (khi đó đã hơn 50 tuổi) làm quan chức cấp cao của vương quốc Đông Đan nhằm xoa dịu sự phẫn nộ của dân chúng Bột Hải. Gia Luật Bội còn lập một thành viên vương tộc Bột Hải là Đại thị làm trắc thất (vương phi) của ông ta. Tuy nhiên dân chúng Bột Hải vẫn tiếp tục tham gia vào quân đội của vương quốc Hậu Bột Hải để chống lại vương quốc Đông Đan.
Đông đô của Đại Khiết Đan quốc (gọi là thành Đông Kinh, Liêu Dương, Liêu Ninh ngày nay) từng là căn cứ để giám sát các lãnh thổ Bột Hải trước đây. Theo một số liệu do Pamela Crossley trích dẫn, cư dân của thành phố, hơn 40.000 người vào đầu thế kỷ thứ 10, chủ yếu là người Bột Hải. Đại Nhân Soạn, vị vua Bột Hải cuối cùng và các thành viên khác của dòng dõi hoàng gia Bột Hải trước đây vẫn nắm giữ quyền lực đáng kể ở vương quốc Đông Đan (đời vua Gia Luật Bội) và thành Đông Kinh sau khi Bột Hải sụp đổ. Mặt khác, một số tầng lớp tinh hoa của Bột Hải đã hòa nhập vào tầng lớp quý tộc Đại Khiết Đan quốc và thường thay đổi danh tính cá nhân của họ một cách đáng kể.
Năm 928, quân đội của vương quốc Hậu Bột Hải từ Long Tuyền phủ tiến hành nam hạ, lần lượt đánh chiếm Đồng Châu phủ, Hiển Đức phủ, Long Nguyên phủ, Trường Lĩnh phủ, Áp Lục phủ và Nam Hải phủ của vương quốc Đông Đan (đời vua Gia Luật Bội). Vương quốc Đông Đan chỉ còn lại 12 phủ.
Để tiếp tục quan hệ hữu nghị giữa Bột Hải và Nhật Bản, vương quốc Đông Đan của vua Gia Luật Bội đã cử một phái đoàn ngoại giao qua Biển Nhật Bản vào năm 929. Triều đình Nhật Bản ở Kyoto (đời Thiên hoàng Daigo) đã từ chối phái đoàn của Đông Đan vì lòng trung thành với vương quốc Bột Hải cũ. Nền độc lập của Đông Đan (đời vua Gia Luật Bội) bị yếu dần vào năm 929 khi người cai trị mới của Đại Khiết Đan quốc là Liêu Thái Tông ra lệnh di dời dân cư của Đông Đan sang Đại Khiết Đan quốc.
Năm 930, Liêu Thái Tông sai em trai là Gia Luật Lý Hồ đem quân xâm nhập Hậu Đường (đời vua Hậu Đường Minh Tông) ở phía nam. Gia Luật Lý Hồ tiến công Hoàn Châu (寰州, nay thuộc Sóc Châu, Sơn Tây, Trung Quốc), bắt nhiều người Hậu Đường rồi trở về. Liêu Thái Tông sau đó lập Gia Luật Lý Hồ làm Hoàng thái đệ, kiêm Thiên hạ binh mã Đại nguyên soái.
Khi vua Hậu Đường Minh Tông của nhà Hậu Đường biết được việc Gia Luật Bội đang bị đặt dưới sự giám sát của Liêu Thái Tông thì ông ta đã cử các mật sứ đến khuyên Gia Luật Bội hãy chạy trốn đến nhà Hậu Đường, nhằm tránh bị ám sát. Gia Luật Bội nói rằng: "Ta nhường đế quốc cho hoàng đế, song nay ta bị ngờ vực. Sẽ tốt hơn khi ta đi đến một nước khác mà ở đó ta có thể giống như Ngô Thái Bá". Gia Luật Bội đã mang theo sủng thiếp Cao thị cùng bộ sách to lớn của mình, lên một con thuyền và đi đến Hậu Đường trong năm 930. Tháng 11 âm lịch năm 930, Gia Luật Bội đã đến Đăng Châu của nhà Hậu Đường. Tại đây Gia Luật Bội đã trở thành một khách quý của vua Hậu Đường Minh Tông, thậm chí còn được vị Hoàng đế này ban cho họ Lý của hoàng tộc.
Con trai trưởng của Gia Luật Bội là Gia Luật Nguyễn còn ở lại Đại Khiết Đan quốc, nhưng Gia Luật Nguyễn được Liêu Thái Tông coi như con và được tôn lên làm vua của vương quốc Đông Đan, với Đoan Thuận hoàng hậu Tiêu thị làm nhiếp chính của vương quốc Đông Đan. 
Cựu vua Bột Hải là Đại Nhân Soạn tiếp tục phò tá cho vua Gia Luật Nguyễn và nhiếp chính Đoan Thuận hoàng hậu Tiêu thị.
Cùng năm 930, các tướng lĩnh của vương quốc Hậu Bột Hải tại Áp Lục phủ và Nam Hải phủ đã tôn thái tử Đại Quang Hiển (con trai của Đại Nhân Soạn) lên làm thủ lĩnh cai trị 2 phủ này. Từ đó vương quốc Hậu Bột Hải chỉ còn cai trị 5 phủ là Long Tuyền phủ, Đồng Châu phủ, Long Nguyên phủ, Hiển Đức phủ và Trường Lĩnh phủ.
Năm 931, Đoan Thuận hoàng hậu Tiêu Thị phái sứ giả từ vương quốc Đông Đan (đời vua Gia Luật Nguyễn) sang nhà Hậu Đường (đời vua Hậu Đường Minh Tông) để bang giao và triều cống. Một số lượng lớn quân nổi dậy đã nổi lên trên lãnh thổ Bột Hải trước đây sau cuộc chinh phục vương quốc của triều đại nhà Liêu từ năm 926, mặc dù hầu hết đều nhanh chóng bị quân Liêu đánh bại.
Từ năm 932 đến năm 935, Đại Quang Hiển cùng vua của vương quốc Hậu Bột Hải họ Đại (không rõ tên) liên tục phát binh tấn công Liêu Đông phủ, Hoàng Long phủ, Túc Châu phủ, Mạc Hiệt phủ, Thiết Lợi phủ, Doanh Châu phủ, Đông Bình phủ và Súy Tân phủ của vương quốc Đông Đan (đời vua Gia Luật Nguyễn). Tuy nhiên phần thắng thường nghiêng về vương quốc Đông Đan.
Mặc dù phải chạy sang lãnh thổ Hậu Đường và trở thành một thần dân của Hậu Đường, song Lý Tán Hoa (Gia Luật Bội) tiếp tục duy trì các liên lạc với mẹ Thuật Luật Bình và hoàng đệ Liêu Thái Tông, thường sử các phái viên đến chỗ họ. Thông tin cũng đến theo đường khác, như khi tổ mẫu của ông ta là Tiêu Nham Mẫu Cân qua đời vào năm 933, mẹ Thuật Luật Bình và Liêu Thái Tông đã báo tin cho Lý Tán Hoa (Gia Luật Bội).
Trong năm 933, Tiết độ sứ Định Nan là Lý Nhân Phúc (người Đảng Hạng), vốn cai trị Định Nan một cách bán độc với chính quyền trung ương Hậu Đường, lập liên minh với Đại Khiết Đan quốc của Liêu Thái Tông.
Cũng vào năm 933, vua Hậu Đường Minh Tông của Hậu Đường băng hà, và người kế vị ban đầu là nhi tử Tống vương Lý Tùng Hậu, tức là Hậu Đường Mẫn Đế. Năm 934, con nuôi của Hậu Đường Minh Tông là Lộ vương Lý Tùng Kha đã lật đổ vua Hậu Đường Mẫn Đế rồi tự lập làm vua Hậu Đường, tức là vua Hậu Đường Phế Đế. Lý Tán Hoa (Gia Luật Bội) đã mật báo với Liêu Thái Tông đây là cơ hội tốt để xâm lược Hậu Đường, song Liêu Thái Tông sau đó đã không có hành động nào.
Trong nhiều năm, có vẻ như vì sự hiện diện của Lý Tán Hoa (Gia Luật Bội) tại Hậu Đường và thực tế là Hậu Đường đã chiếm được một số châu huyện quan trọng của Khiết Đan, Thuật Luật thái hậu đã nhiều lần tìm cách liên minh hòa thân giữa Khiết Đan và Hậu Đường.
Năm 935, Thuật Luật Ôn hoàng hậu sau khi hạ sinh đứa con trai thứ hai là Gia Luật Yêm Triệt Cát, thì lâm bệnh và qua đời. Thái Tông sau đó không lập thêm hoàng hậu nào nữa.
Sau khi chiến bại trước quân đội Đông Đan (đời vua Gia Luật Nguyễn) vào năm 935, vua của vương quốc Hậu Bột Hải họ Đại (không rõ tên) đã bị cựu tri phủ của Nam Hải phủ là Liệt Vạn Hoa (열만화, 烈萬華, Yeol Manhwa) và Ô Tế Hiển (오제현, 烏濟顯, Oh Je-hyeon) của gia tộc Ô tiến hành đảo chính. Vua của Hậu Bột Hải họ Đại đó đã bị lật đổ ngôi vua và bị giết chết ở Tây Kinh (nay là Lâm Giang, Cát Lâm, Trung Quốc). Với sự giúp đỡ của Ô Tế Hiển (오제현, 烏濟顯, Oh Je-hyeon) của gia tộc Ô, Liệt Vạn Hoa đã tự lập làm vua, định đô tại Tây Kinh, đổi tên vương quốc sang Định An, lập ra Định An Quốc trong năm 935.
Một số quý tộc họ Đại người Bột Hải vẫn trấn giữ thành Hốt Hãn (nay là Ninh An, Hắc Long Giang, Trung Quốc) và cai trị Long Tuyền phủ. Họ tuyên bố không phục tùng vua Liệt Vạn Hoa mà tuyên bố độc lập khỏi Định An Quốc, với quốc hiệu vẫn giữ nguyên là Hậu Bột Hải. Như vậy Định An Quốc chỉ cai trị 4 phủ là Long Nguyên phủ, Hiển Đức phủ, Trường Lĩnh phủ và Đồng Châu phủ.
Cựu vua Bột Hải là Đại Nhân Soạn được cho là đã qua đời khi phụng sự cho vương quốc Đông Đan (đời vua Gia Luật Nguyễn), hưởng thọ khoảng 60 tuổi.
Cùng năm 935, Đoan Thuận hoàng hậu Tiêu Thị phái sứ giả từ vương quốc Đông Đan (đời vua Gia Luật Nguyễn) sang nhà Hậu Đường (đời vua Hậu Đường Phế Đế) để bang giao và triều cống.
Trong năm 935, Liêu Thái Tông nhiều lần phái quân Khiết Đan xâm nhập lãnh thổ nhà Hậu Đường (đời vua Hậu Đường Phế Đế). Trong lãnh thổ Hậu Đường lại xảy ra nhiều trận lụt và hạn hán, do vậy xảy ra nạn đói và tình trạng dân lưu tán. Thạch Kính Đường và Triệu Đức Quân nhiều lần yêu cầu vua Hậu Đường Phế Đế tăng viện để chống Khiết Đan. Người dân Hậu Đường bị quá sức.

## Chi phối nhà Hậu Tấn

### Giúp Hậu Tấn khai quốc
Năm 936, Hậu Đường lâm vào cuộc tranh chấp nội bộ, vì hoàng đế Lý Tùng Kha nghi ngờ em rể là tiết độ sứ Hà Đông), âm mưu chống lại ông ta. Theo lời khuyên của các học sĩ Lý Tống và Lã Kỳ, Lý Tùng Kha suy tính đến việc liên minh với Khiết Đan để ngăn khả năng Khiết Đan sẽ trợ giúp Thạch Kính Đường. Tuy nhiên khi một học sĩ khác là Tiết Văn Ngộ phản đối vì cho rằng Hoàng đế Khiết Đan sẽ đòi hỏi gả công chúa, Lý Tùng Kha đổi ý và quyết định không liên minh.
Cảm thấy không cần thiết để vương quốc Đông Đan tồn tại bên cạnh mình, Liêu Thái Tông quyết định sáp nhập toàn bộ lãnh thổ vương quốc Đông Đan với 12 phủ (Hoàng Long phủ, Mạc Hiệt phủ, Định Lý phủ, An Biên phủ, Súy Tân phủ, Đông Bình phủ, Thiết Lợi phủ, Hoài Viễn phủ, An Viễn phủ, Liêu Đông phủ, Túc Châu phủ và Doanh Châu phủ) vào lãnh thổ Đại Khiết Đan quốc trong năm 936. Vua Gia Luật Nguyễn và nhiếp chính Đoan Thuận hoàng hậu Tiêu thị của vương quốc Đông Đan trở thành những tông thất của Đại Khiết Đan quốc. Lực lượng chính của quân Liêu cũng rời khỏi khu vực của vương quốc Bột Hải cũ.
Không lâu sau đó, mùa hạ năm 936, theo lời của Tiết Văn Ngộ, Lý Tùng Kha hạ chiếu chuyển Thạch Kính Đường từ Hà Đông đến làm Tiết độ sứ Thiên Bình ). Điều này khiến cho Kính Đường hoảng sợ, cho rằng ông ta sẽ sớm mất mạng sau khi rời khỏi Hà Đông, và quyết định làm phản. Lý Tùng Kha sau đó cử Trương Kính Đạt đem quân tấn công Hà Đông. Thạch Kính Đường khi đó 45 tuổi, cử người sang Khiết Đan cầu viện, hứa rằng nếu Liêu Thái Tông giúp đỡ ông ta làm hoàng đế Trung Quốc, ông ra sẽ cung phụng Liêu Thái Tông như cha của mình và cắt đất Lư Long) và các châu quận Hà Bắc ở phía bắc Nhạn Môn Quan cho người Khiết Đan. Khi sứ giả của Hà Đông đến triều đình Khiết Đan, Liêu Thái Tông, khi đó 35 tuổi, rất hài lòng, ông nói với Thuật Luật thái hậu: "Nhi thần từng mộng thấy Thạch công sẽ gửi sứ giả đến đây. Bây giờ quả nhiên là như vậy. Đây đúng là thiên ý." Nhà vua đáp lại rằng ông đồng ý liên minh và sẽ gửi quân tới giúp họ Thạch vào mùa thu.
Trong khi đó, Trương Kính Đức bao vây thủ phủ của Hà Đông là Thái Nguyên. Thái Nguyên lâm vào tình trạng thiếu lương, song không thể bị hạ ngay lập tức.
Cuối mùa thu, Liêu Thái Tông đích thân dẫn 5 vạn quân (nhưng tuyên bố là 30 vạn), thẳng tiến Thái Nguyên. Khi ông đến ngoại thành Thái Nguyên, Kính Đường gửi thư nói phải tiến quân một cách thận trọng và chưa nên giao chiến ngay, nhưng Liêu Thái Tông không nghe. Ông ngay lập tức đánh tan tác quân của Trương Kính Đức, dồn họ vào Tấn An trại gần Thái Nguyên, chính thức giải vây cho Thái Nguyên. Rồi Liêu Thái Tông đưa quân vào thành, tuyên bố phong Kính Đường làm hoàng đế, đặt quốc hiệu là Đại Tấn (sử Trung Quốc gọi là nhà Hậu Tấn). Thạch Kính Đường đồng ý cắt nhượng Lư Long và một phần Hà Đông, gồm 16 châu cho Khiết Đan, và mỗi năm nộp vàng và lụa làm tiền triều cống cho Khiết Đan.
Lý Tùng Kha sai Triệu Đức Quân, Tiết độ sứ Lư Long, dẫn quân đến Tấn An cứu Trương Kính Đức, nhưng bản thân Đức Quân cũng muốn làm hoàng đế Trung Nguyên và tìm cách kiếm sự ủng hộ của Liêu Thái Tông, vì thế ông ta cho quân đóng trại ở một nơi khá xa Tấn An là Đoàn Bách Cốc), và cử sứ giả đến chỗ Liêu Thái Tông, đề nghị liên minh. Đức Quân hối lộ vàng và lụa cho Liêu Thái Tông, hứa sẽ kết làm anh em với Khiết Đan và vẫn để Thạch Kính Đường làm tiết độ sứ Hà Đông, Thái Tông ban đầu có ý bằng lòng. Thạch Kính Đường biết tin thất kinh, sai thân tín là Tang Duy Hàn đến thuyết phục rằng tình thế đang có lợi, không nên theo lời Triệu Đức Quân. Cuối cùng Liêu Thái Tông nghe lời của Duy Hàn.
Cuối năm 936, Liêu Thái Tông phái quân Khiết Đan tấn công Áp Lục phủ và Nam Hải phủ của thái tử Đại Quang Hiển (hậu duệ của vương quốc Bột Hải). Quân đội của Đại Quang Hiển bị đánh bại nhiều trận lớn và còn phải chịu ảnh hưởng từ việc phun trào núi lửa của núi Trường Bạch, không thể gượng dậy được nữa.
Sau khi Tấn Dương bị bao vây ba tháng và hết lương thực, phó tướng của Trương Kính Đức là Dương Quang Viễn giết chủ tướng và đầu hàng liên quân Khiết Đan - Hậu Tấn. Liêu Thái Tông trao hàng binh cho Thạch Kính Đường, rồi chuẩn bị tiến đến quốc đô Hậu Đường là Lạc Dương. Với việc Dương Quang Viễn đầu hàng, quân của Triệu Đức Quân cũng nhanh chóng bị phá tan, và ông ta cũng phải đầu hàng. Khi đó, Lý Tùng Kha, đang dẫn quân chi viện cho chiến trường phía bắc, quyết định trở về Lạc Dương, nhưng khi về đến nơi thì được tin đại thế đã mất, các tướng lũ lượt dắt nhau đầu hàng liên quân Khiết Đan - Hậu Tấn. Liêu Thái Tông cùng Kính Đường đến đóng ở Lộ châu), và ông nghĩ rằng khi quân Khiết Đan tiến vào Lạc Dương sẽ khiến người Hán hoảng sợ, nên ở lại Lộ châu, để Thạch Kính Đường dẫn quân đến Lạc Dương. Lý Tùng Kha, trong tình thế tuyệt vọng, cùng gia quyến tự thiêu. Nhưng trước khi tự thiêu, Tùng Kha lệnh giết anh của Liêu Thái Tông là Gia Luật Bội. Thạch Kính Đường vào kinh, kết thúc triều Hậu Đường. Ông ta cho hộ tống quan tài của Gia Luật Bội về Khiết Đan.

### Hậu Tấn thống trị Trung Hoa
Liêu Thái Tông đem theo các tướng Hậu Đường mà mình bắt được trở về Khiến Đan. Ông cho đổi thủ phủ trấn Lư Long là U Châu thành Nam Kinh, để dễ bề cai trị 16 châu mới giành được. Ông dành sự tôn trọng đối với viên quan bị bắt là Trương Lệ và nghe theo nhiều lời khuyên của anh ta.
Năm 937, Từ Tri Cáo, nhiếp chính nước Ngô ở miền nam Trung Quốc, gửi sứ giả đến Khiết Đan gửi sứ giả đến kết minh với Khiết Đan. Liêu Thái Tông cũng gửi sứ giả đáp lễ. Ông học theo chế độ của triều đình Trung Quốc, cho con trai của Triệu Đức Quân là Triệu Diên Thọ làm Khu mật sứ, nắm quyền như thủ tướng. Sau đó, khi Từ Tri Cáo cướp ngôi nước Ngô, xưng là hoàng đế Nam Đường, ông ta tiếp tục giữ quan hệ thân thiện với Khiết Đan, nhưng một lần Tri Cáo sai giết chết sứ thần nước Khiết Đan đang đi qua lãnh thổ Hậu Tấn, nhằm đổ lỗi cho Hậu Tấn để hai bên bất hòa với nhau.
Trong khi đó, Thạch Kính Đường, đã là hoàng đế Hậu Tấn, tiếp tục thần phục Khiết Đan. Năm 938, ông ta dâng tôn hiệu cho Liêu Thái Tông và Thuật Luật thái hậu, sai Phùng Đạo và Lưu Hú làm sách lễ sứ. Dưới thời Thạch Kính Đường làm hoàng đế, ông ta viết dâng lên Liêu Thái Tông, khi thì xưng thần, khi thì xưng là "Nhi hoàng đế" (vua con), gọi nhà vua là "Phụ hoàng đế" (vua cha). Mỗi khi Khiết Đan có sắc lệnh gì gửi đến, Hậu Tấn Cao Tổ đều bái thụ chiếu sắc ở biệt điện, mỗi năm dâng của cải cho Khiết Đan, ngoài ra còn tặng của cải cho thành viên hoàng thất các đại thần của Khiết Đan, bao gồm cả Thuật Luật thái hậu, Gia Luật Lý Hồ, Gia Luật An Đoan, hai viên quan nam bắc viện của Khiết Đan, và các viên quan người Hán như Triệu Diên Thọ. Hơn thế nữa, mỗi khi Liêu Thái Tông gửi thư đến với lời lẽ ngạo mạn, ông ta cũng trả lời một cách ngoan ngoãn. Do đó dưới thời Hậu Tấn Cao Tổ, Tấn và Liêu không xảy ra xung đột.
Trong năm 938, Liêu Thái Tông thấy Định An Quốc (đời vua Liệt Vạn Hoa) ở Mãn Châu đang khá mạnh nên nhân lúc núi Trường Bạch vừa phun trào ở Định An Quốc thì phái quân Khiết Đan tấn công Định An Quốc theo nhiều hướng. Quân Khiết Đan thế như chẻ tre, liên tục đánh chiếm Đồng Châu phủ, Long Nguyên phủ và Nam Hải phủ của Định An Quốc. Định An Quốc chỉ còn lại 3 phủ là Hiển Đức phủ, Trường Lĩnh phủ và Áp Lục phủ. Quân Khiết Đan tiếp tục đánh chiếm vài thành trì phía tây của Trường Lĩnh phủ và Áp Lục phủ, sau đó đánh chiếm tiếp vài thành trì phía đông của Hiển Đức phủ, khiến cho lãnh thổ của Định An Quốc bị thu hẹp đáng kể. Sau đó, do vua Liệt Vạn Hoa đã chỉ huy quân dân Định An Quốc chống trả quyết liệt nên quân Khiết Đan tạm dừng chiến dịch chinh phục Định An Quốc này lại.
Cuối năm 938, Thạch Kính Đường lo sợ rằng Tiết độ sứ Thiên Hùng Dương Quang Viễn khó bề kiểm soát, vì thế chia Thiên Hùng làm hai phần và dời Quang Viễn làm Tiết độ sứ Hà Dương, và lưu thủ Lạc Dương. Sử sách ghi nhận là sau sự chuyển đổi này, Quang Viễn bằng đầu bất mãn với triều đình Hậu Tấn và bí mật gửi thư từ với nước Liêu.
Năm 939, lo sợ An Trọng Vinh, Tiết độ sứ Thành Đức) sẽ khởi loạn, Hậu Tấn Cao Tổ dời đồng minh của Trọng Vinh là Hoàng Phủ Ngộ, Tiết độ sứ Nghĩa Vũ ) đến trấn Chiêu Nghĩa. Liêu Thái Tông thừa cơ hội này muốn kiểm soát Nghĩa Vũ, sai triều thần Khiết Đan là Vương Uy, con trai của cố Tiết độ sứ Vương Xử Trực dưới thời Hậu Đường, đến làm tiết độ sứ Nghĩa Vũ. Hậu Tấn Cao Tổ tìm cách thoái thác vì cho rằng Vương Uy chưa qua rèn luyện nên chưa đủ kinh nghiệm để làm Tiết độ sứ. Liêu Thái Tông giận dữ đáp lại rằng: Nhà người qua bao nhiêu lớp đào tạo để từ Tiết độ sứ mà lên làm thiên tử?. Vua Tấn thất kinh, gửi biểu tạ tội và hứa sẽ phong cho cháu của Vương Xử Trực là Vương Đình Dận làm Tiết độ sứ để xoa dịu Liêu Thái Tông.
An Trọng Vinh, lúc này đang có ý định chống lại Hậu Tấn, và rất căm hận nước Khiết Đan. Khi sứ Khiết Đan đi ngang qua Thành Đức, ông ta thường nguyền rủa và đôi khi còn giết chết họ. Năm 940, Trọng Vinh bắt giam sứ giả Bắc triều, và dâng biểu lên triều đình Hậu Tấn nói rằng không nên thuần phục người Khiết Đan nữa vì người Khiết Đan coi thường người Trung Quốc. Tang Duy Hàn thuyết phục Hậu Tấn Cao Tổ rằng liên minh với Khiết Đan chỉ có lợi không có hại, và khi nhắc đến Liêu Thái Tông, ông ta nói rằng nhà vua thông minh và trí dũng hơn người. Theo lời Duy Hàn, vua Hậu Tấn tìm cách thuyết phục Trọng Vinh ngưng ý định chống Khiết Đan. Ông cũng cử Dương Ngạn Tuân, Tiết độ sứ An Quốc làm sứ giả đến bắc để giải thích với Liêu Thái Tông đang nổi cơn thịnh nộ vì vụ giết sứ giả, rằng những hành động của Trọng Vinh không phải là do ý của triều đình Trung Nguyên.
Thời gian này vụ phun trào của núi Trường Bạch tiếp tục giáng những đòn mạnh vào lực lượng còn sống sót của người Bột Hải tại Định An Quốc (đời vua Liệt Vạn Hoa) dựa trên các ghi chép về sự di cư ồ ạt của người Bột Hải đến bán đảo Liêu Đông của Đại Khiết Đan quốc và đến bán đảo Triều Tiên của Cao Ly (đời vua Cao Ly Thái Tổ). Theo Wittfogel và Feng, một cuộc điều tra dân số không ghi ngày tháng của người Khiết Đan cho thấy số hộ gia đình người Bột Hải ở Liêu Dương của Đại Khiết Đan quốc vào khoảng 100.000 hộ, nếu tính 1 hộ có 5 thành viên tức là khoảng nửa triệu người Bột Hải đang sinh sống ở Liêu Dương vào lúc đó.
Mùa đông năm 941, đồng minh của An Trọng Vinh là An Tòng Tiến, Tiết độ sứ Sơn Nam Đông đạo nổi dậy chống Hậu Tấn. An Trọng Vinh nghe được tin đó cũng nổi dậy. Quân Hậu Tấn dưới sự chỉ huy của anh rể Thạch Kính Đường là Đỗ Trọng Uy nhanh chóng đánh bại An Trọng Vinh, và Trọng Vinh bị thủ hạ giết chết. Hậu Tấn Cao Tổ đem thủ cấp của An Trọng Vinh gửi cho Khiết Đan (tuy nhiên An Tòng Tiến không bị đánh bại đến sau khi Thạch Kính Đường chết).
Mặc dù An Trọng Vinh đã chết, Liêu Thái Tông tiếp tục gửi sứ thần đến Tấn, trách cứ việc người dân bộ tộc Thổ Dục Hồn sống trong đất mà Hậu Tấn đã dâng cho Liêu, thường rủ nhau trốn khỏi Liêu chạy về phía nam. Có ý kiến cho rằng Thạch Kính Đường lo lắng và ngã bệnh vì việc này.
Vua Cao Ly Thái Tổ của Cao Ly thể hiện sự thù địch mạnh mẽ đối với người Khiết Đan đã tiêu diệt vương quốc Bột Hải. Năm 942, hoàng đế Liêu Thái Tông của Đại Khiết Đan quốc gửi thêm 30 sứ giả cùng 50 con lạc đà đến Cao Ly của Cao Ly Thái Tổ, nhưng lần này Cao Ly Thái Tổ đã từ chối món quà, đày 30 sứ thần Khiết Đan đến một hòn đảo và khiến 50 con lạc đà chết đói dưới một cây cầu, sự kiện được gọi là "Sự cố cầu Manbu". Theo Tư trị thông giám, Cao Ly Thái Tổ còn đề xuất với vua Thạch Kính Đường của nhà Hậu Tấn rằng ông ta tấn công người Khiết Đan để trả thù cho vương quốc Bột Hải. Hơn nữa, trong Mười điều răn dành cho con cháu của mình, Cao Ly Thái Tổ tuyên bố rằng người Khiết Đan là "những con thú man rợ" và cần phải đề phòng. Cuộc chinh phục vương quốc Bột Hải của người Khiết Đan đã dẫn đến sự thù địch kéo dài của Cao Ly đối với Đại Khiết Đan quốc.
Mùa hạ năm 942, vua Thạch Kính Đường của Hậu Tấn qua đời. Sau cuộc tranh luận giữa Phùng Đạo và tướng Thị vệ mã bộ Đô ngu hầu Cảnh Diên Quản, họ quyết định rằng đất nước cần một ông vua trưởng thành, vì thế bỏ qua đứa con nhỏ của Thạch Kính Đường là Thạch Trọng Duệ và lập con người anh của Hậu Tấn Cao Tổ (được ông ta nhận nuôi) là Thạch Trọng Quý làm hoàng đế Hậu Tấn.

## Xung đột với Hậu Tấn

### Mâu thuẫn ban đầu
Không lâu sau khi Thạch Trọng Quý nối ngôi, quan hệ giữa Liêu và Hậu Tấn trở nên tồi tệ, vì Thạch Trọng Quý nghe theo lời khuyên của Cảnh Diên Quảng và bác bỏ kiến nghị của Lý Tung, không dâng thệ biểu cho hoàng đế Khiết Đan mà đổi gọi là quốc thư bố cáo việc lên ngôi, nội dung thư bày tỏ việc quan hệ giữa hai bên là bình đẳng. Hơn thế nữa, trong thư ông ta không xưng "thần" mà xưng là "cháu". Liêu Thái Tông tức giận, quẳng thư xuống đất mà nói rằng, Tại sao lên ngôi rồi mà không báo cho Quả nhân biết trước? Thay mặt Thạch Trọng Quý, Cảnh Diên Quảng đáp lại Liêu Thái Tông với lời lẽ xấc xược, khiến ông càng tức giận. Sau đó Triệu Diên Hựu, Tiết độ sứ Lư Long của Khiết Đan, muốn Liêu Thái Tông đánh Tấn và hi vọng sẽ được lập lên ngôi thay cho họ Thạch. Liêu Thái Tông bắt đầu suy tính đến việc đó.
Trong khi đó, Diên Quảng tiếp tục gây căng thẳng khi bắt giữ đại sứ Khiết Đan ở Khai Phong là Kiều Vinh và tịch biên những hàng hóa từ nước Liêu. Hơn thế nữa, các thương nhân Khiết Đan lần lượt bị bắt giết. Cuối năm đó, Kiều Vinh được thả ra và đưa trở về Liêu quốc, Cảnh Diên Quảng bảo ông ta nhắn lại với Khiết Đan như sau:
Nói với chủ của nhà ngươi: tiên hoàng đế (chỉ Hậu Tấn Cao Tổ) là do Bắc triều (Đại Khiết Đan quốc) lập nên, nên ông ta phải xưng thần và dâng biểu cho các ngươi. Tân hoàng đế là do người Trung Nguyên lập nên. Lý do mà ngài phải phụ thuộc vào Bắc triều ta là do chưa quên liên minh của tiên hoàng đế vẫn còn ở đó. Nay chỉ xưng là cháu là quá đủ rồi; không có lý do gì phải xưng thần. Hoàng đế Bắc triều đừng nên nghe lời cám dỗ của Triệu Diên Hựu mà xâm phạm Trung Quốc. Các người đã nhìn thấy quân mã của Trung Quốc rồi. Nếu như hoàng tổ phụ tức giận, ông ta có thể đến đây và giao phong với chúng ta. Đứa cháu có 10 vạn thanh gươm nhọn để đợi ông ta. Nếu ông ta bị cháu nội của mình đánh bại, thì sẽ là trò cười cho thiên hạ. Đừng quên chuyện đó!

Vì Kiều Linh lo sợ Liêu Thái Tông sẽ trách phạt ông ta vì cớ làm mất hàng hóa của Khiết Đan, nên yêu cầu Cảnh Diên Quảng viết lại những lời nói trên ra giấy. Diên Quảng sai người thư ký viết lại và đưa nó cho Kiều Vinh. Khi Kiều Vinh bẩm tấu lại, Liêu Thái Tông nổi cơn thịnh nộ, nhất quyết chinh phạt Hậu Tấn. Ông sai bắt giam sứ thần Trung Nguyên ở U châu và không chịu tiếp kiến họ. Mặc dù Tang Duy Hàn nhiều lần khuyên Hậu Tấn Xuất Đế nên thần phục nước Liêu để tránh cảnh chiến tranh, nhưng Cảnh Diên Quảng lại một mực chủ chiến.
Mùa đông năm 943, Dương Quang Viễn, Tiết độ sứ Bình Lư của nhà Hậu Tấn, đang có mẫu thuẫn với triều đình Hậu Tấn, và, dù ông ta chưa sẵn sàng khởi nghĩa, nhưng đã viết thư cho Liêu Thái Tông đề nghị phạt Tấn để trừng phạt những hành vi ngạo mạn của Thạch Trọng Quý. Liêu Thái Tông trao cho Triệu Diên Thọ 5 vạn quân từ Lư Long đến trấn Đại Đồng) yêu cầu ông ta chỉ huy các chiến dịch công đánh Trung Nguyên, bảo rằng, "Nếu nhà ngươi chiếm được, ta sẽ phong cho làm hoàng đế." Ông cũng thường nói với bọn người Hán về Diên Thọ, "Hắn là chủ của các ngươi."

### Đánh Tấn
Mùa xuân năm 944, Liêu Thái Tông đặt chân vào lãnh thổ Tấn, dùng Triệu Diên Thọ và Triệu Diên Chiếu làm tiên phong. Quân Khiết Đan nhanh chóng lấy được Bối Châu và sau đó tiến đến gần Nghiệp Đô (鄴都), trị sở Thiên Hùng quân. Thạch Trọng Quý tìm đường nghị hòa, song sứ giả của ông ta không thể vượt qua được quân đội Liêu đang án ngữ để đến chỗ Liêu Thái Tông. Ông ta cũng cử các tướng ra tiền tuyến để đối phó với quân Liêu, chỉ huy là Cảnh Diên Quảng, bản thân Trọng Quý cũng quyết định thân chinh. Cánh quân thứ hai của Khiết Đan, do Gia Luật An Đoan chỉ huy thẳng tiến đến Hà Đông, tuy nhiên bị quân của Tiết độ sứ Hà Đông Lưu Tri Viễn đẩy lùi. Tướng giữ Bác Châu của Hậu Tấn là Chu Nho bí mật liên lạc với Dương Quang Viễn, dâng Bối Châu hàng Khiết Đan, và khuyến khích quân Khiết Đan mau chóng vượt sông Hoàng Hà theo đường Mã Gia Khẩu (thuộc Liêu Thành), để hội quân với Quang Viễn.
Cảnh Diên Quảng bị Tiết độ lưu hậu của Thiên Bình Nhan Khản thuyết phục rằng nếu quân Khiết Đan vượt sông, sẽ là đại họa, nên quân Hậu Tấn dàn trận ở Mã Gia Khẩu để ngăn chặn quân Khiết Đan vượt sông, và họ đã thành công. Quân Khiết Đan trong cơn giận dữ đã tàn sát những người Hán mà họ bắt được, dẫn đến việc dân chúng càng kháng cự quyết liệt. Cuối mùa năm 944, quân đội do hai vị hoàng đế chỉ huy giáp mặt nhau ở Nghiệp Đô, nhưng chưa chính thức giao chiến. Cuối cùng, quân Khiết Đan rút đi và tiến hành cướp bóc khắp nơi ở bờ bắc Hoàng Hà. Dương Quang Viễn trong khi đó đưa quân từ thủ phủ Bình Lư là Thanh châu về phía tây để hội quân với người Khiết Đan, nhưng khi ông ta đến nơi thì Khiết Đan đã rút quân rồi. Thạch Trọng Quý bèn sai đại tướng Lý Thiệu Chân đi đánh Bình Lư, đến mùa đông năm 944, con trai của Quang Viễn là Dương Thừa Huân bắt giam cha ông ta và đầu hàng quân Tấn (Quang Viễn sau đó bị bí mật thủ tiêu theo lệnh của Hậu Tấn Xuất Đế).
Mùa đông năm 944, Liêu Thái Tông một lần nữa dẫn binh nam họ, lấy Triệu Diên Thọ làm tiên phong. Thạch Trọng Quý có ý thân chinh, nhưng bỗng nhiên ngã bệnh. Ông ta cử các tướng quân chặn đánh quân Khiết Đan, tuy nhiên vì họ lo sợ lực lượng hùng hậu và thiện chiến của Khiết Đan, nên lại lui về giữ Nghiệp Đô, để cho quân Khiết Đan có cơ hội thẳng tiến đến Nghiệp Đô mà không gặp trở ngại gì. Tuy nhiên, sau khi cướp bóc một hồi, quân Khiết Đan rút đi vào mùa xuân năm 945. Sau cuộc tấn công đó, Tấn Xuất Đế sai Đỗ Uy (tức Đỗ Trọng Uy, vì kiêng húy Thạch Trọng Quý nên đổi tên) và Lý Thiệu Chân dẫn quân theo truy kích. Họ tiến vào lãnh thổ của Khiết Đan, chiếm đất hai châu Kỳ, Thái (nay đều thuộc Bảo Định), nhưng sau đó được tin quân Khiết Đan đã quay trở lại và sẵn sàng đối đầu với họ. Họ tìm cách thối lui, nhưng cuối cùng bị vây ở Dương Thành. Đỗ Uy hoảng sợ và giao chiến với quân Khiết Đan một cách miễn cưỡng, nhưng các tướng khác như Dược Nguyên Phúc và Hoàng Phủ Ngộ chống trả quyết liệt và đánh bại quân Khiết Đan. Quân Khiết Đan hoảng sợ bỏ chạy; mãi sau Liêu Thái Tông mới có thể tập hợp tàn quân ở U Châu, ông bỏ tù các tướng tham gia chiến dịch đó, chỉ có Triệu Diên Thọ là không bị phạt.
Vụ phun trào thiên niên kỷ của núi Trường Bạch trong lãnh thổ Định An Quốc (đời vua Liệt Vạn Hoa) được cho là đã thải ra một khối lượng lớn chất dễ bay hơi vào tầng bình lưu, có khả năng dẫn đến tác động lớn đến khí hậu trên toàn thế giới, mặc dù các nghiên cứu gần đây hơn chỉ ra rằng vụ phun trào thiên niên kỷ của núi lửa Bạch Đầu (Baekdu) trong dãy núi Trường Bạch có thể chỉ giới hạn ở các tác động khí hậu khu vực. Tuy nhiên, có một số hiện tượng bất thường về khí tượng những năm 945 đến năm 948 có thể liên quan đến Vụ phun trào thiên niên kỷ này. Sự kiện được cho là đã gây ra mùa đông núi lửa. Theo Cựu Ngũ Đại sử, ngày 4 tháng 4 năm 945 có tuyết rơi dày đặc ở Đại Khiết Đan quốc (đời vua Liêu Thái Tông) và Hậu Tấn (đời vua Hậu Tấn Xuất Đế).
Vào thời điểm đó, quân Khiết Đan không ngừng gây chiến ở vùng biên giới với Hậu Tấn và quân Hậu Tấn phải chống đỡ rất vất vả, vùng bờ bắc Hoàng Hà khói bếp tiêu điều lạnh lẽo. Về phía Khiết Đan cũng chịu nhiều tổn thất về người và súc vật trong chiến dịch, và người Khiết Đan đã tỏ ra chán ngán. Thuật Luật thái hậu tìm cách khuyên giải Liêu Thái Tông nên nghị hòa với Hậu Tấn. Trong khi đó, Tang Duy Hàn, lúc này đã thay thế Cảnh Diên Quảng, cũng khuyên Hậu Tấn Xuất Đế nên nghị hòa. Mùa hạ năm 945, Hậu Tấn Xuất Đế phái Trương Huy đến Khiết Đan tạ lỗi. Liêu Thái Tông đáp rằng: Đưa Tang Duy Hàn và Cảnh Diên Quảng tới yết kiến bọn ta, cắt hai vùng Trấn (tức Thành Đức, vì thủ phủ của Thành Đức là Trấn Châu, lúc này Thành Đức đổi tên là Thuận Quốc), Định (tức Nghĩa Vũ, vì Định Châu là thủ phủ của Nghĩa Vũ) cho ta, thì có thể nghị hòa. Tấn Xuất Đế cảm thấy đây là một sự sỉ nhục, và lại tuyệt giao với Khiết Đan. Ông ta cũng tìm cách liên minh với Cao Ly Huệ Tông của Cao Ly để cùng nhau kháng Khiết Đan, nhưng sau đó nhận thấy Cao Ly không đủ lực lượng để chống Khiết Đan, nên từ bỏ ý định.

### Tiêu diệt Hậu Tấn
Năm 946, có tin đồn rằng Triệu Diên Thọ đang tính kế đào tẩu sau Hậu Tấn. Các tể tướng của Hậu Tấn là Lý Tung và Phùng Ngọc sai Đỗ Uy viết thư thuyết phục Triệu Diên Thọ quy phục nam triều, và cử Triệu Hành Thực, người trước kia từng phục vụ dưới trướng Triệu Diên Thọ, làm người đưa thư. Triệu Diên Thọ, nghĩ ra kế dụ người Tấn vào một cái bẫy, viết thư đáp lại, Tôi bôn ba nơi xứ khác đã nhiều năm, cũng muốn trở về Trung Quốc. Mong các vị đưa quân đến hỗ trợ, tôi sẽ theo về. Sau đó, theo lệnh của Liêu Thái Tông, tướng giữ Doanh Châu của Liêu là Lưu Diên Tộ đem đất đai trong châu hàng Tấn.
Theo Cựu Ngũ Đại sử, do tác động của vu phun trào núi lửa ở dãy núi Trường Bạch thuộc Định An Quốc (đời vua Liệt Vạn Hoa), ngày 28 tháng 11 năm 946 có hiện tượng băng men (xảy ra khi mưa đóng băng hoặc mưa phùn chạm vào bề mặt) ở Đại Khiết Đan quốc (đời vua Liêu Thái Tông) và Hậu Tấn (đời vua Hậu Tấn Xuất Đế).
Tháng 12 năm 946, Thạch Trọng Quý sai Đỗ Uy và Lý Thiệu Chân dẫn quân bắc phạt, nêu khẩu hiệu thu phục lại các châu quận trước kia đã dâng cho Khiết Đan, thậm chí là diệt Khiết Đan.
Theo Cựu Ngũ Đại sử, do tác động của vu phun trào núi lửa ở dãy núi Trường Bạch thuộc Định An Quốc (đời vua Liệt Vạn Hoa), ngày 7 tháng 12 năm 946 có hiện tượng sương mù quy mô lớn bao phủ tất cả các loài thực vật ở Đại Khiết Đan quốc (đời vua Liêu Thái Tông) và Hậu Tấn (đời vua Hậu Tấn Xuất Đế).
Tuy nhiên giữ lúc quân Tấn đang hừng hực khí thế bắc phạt thì gặp phải đội quân Khiết Đan do đích thân Liêu Thái Tông chỉ huy. Quân Khiết Đan bao vây quân Hậu Tấn tại cầu Trung Độ. Liêu Thái Tông hứa hẹn sẽ phong cho Đỗ Uy làm hoàng đế nếu ông ta đầu hàng, thế là hai tướng bên Tấn đầu hàng. Liêu Thái Tông sai Triệu Diên Thọ úy lạp quân Tấn và nói với ông ta rằng quân Tấn bây giờ là của ông ta, và sau đó chuẩn bị nam xâm. Hầu như toàn bộ lực lượng Tấn đã đi theo Đỗ Uy và Lý Thiệu Chân trong chiến dịch này, vì thế sau khi hai tướng đầu hàng, cả Trung Nguyên như trống không. Kinh thành Đại Lương của Tấn không còn khả năng tự vệ, Tấn Xuất Đế buộc phải đầu hàng, kết thúc triều Hậu Tấn. Liêu Thái Tông ca khải hoàn vào Đại Lương vào ngày 10 tháng 1 năm 947.

## Xưng đế ở Trung Nguyên
Liêu Thái Tông bèn tự xưng là hoàng đế Trung Quốc, phủi sạch mọi lời hứa mà ông từng hứa với Triệu Diên Thọ và Đỗ Trọng Uy. Ông phong cho Thạch Trọng Quý làm Phụ Nghĩa hầu (một danh hiệu mang ý nghĩa bêu xấu) và dời nhà họ Thạch lên một nơi hoang vắng nằm sâu trong nội địa nước Liêu, cách xa Trung Nguyên. Gần như hầu hết các quan lại Hậu Tấn và các tiết độ sứ đều quy phục ông, công nhận ông là hoàng đế, ngoại trừ hai trấn ở biên giới phía tây, Sử Khuông Uy và Hà Trọng Kiến từ chối sự thống trị của người Khiết Đan. Lo sợ thế lực của quân đội Tấn vẫn còn tồn tại, Liêu Thái Tông có ý giết hết quân sĩ Hậu Tấn, nhưng Triệu Diên Thọ ngăn lại, chỉ ra rằng nếu là như vậy chẳng khác gì mở cửa Trung Nguyên cho Hậu Thục và Nam Đường tiến vào. Ông bắt các tiết độ sứ của triều Tấn đến Đại Lương xưng thần với ông, trong khi đưa các tướng Khiết Đan (có cả người Khiết Đan và người Hán) đến thống lĩnh các phủ tiết độ. Tin tưởng rằng nền cai trị của ông ở Trung Nguyên là vững vàng, ông dành nhiều thời gian tiệc tùng chè chén, và nói với các quan lại Trung Nguyên rằng: "Chúng ta biết rất nhiều về Trung Quốc, nhưng bọn chúng mày chả biết gì về nước tao đâu." Để chúc mừng đại thắng vang dội của ông, Thuật Luật thái hậu cho gửi rượu, trái cây và món ăn ngon từ Khiết Đan đến Đại Lương. Mỗi khi uống rượu của Thái hậu đem đến, ông đều đứng mà uống, nói: "Những thứ này do thái hậu ban cho. Quả nhân không dám ngồi mà dùng."
Tuy nhiên, trong khi đang ngất ngây trong chiến thắng, Liêu Thái Tông dần xa lánh với người dân ở vùng đất mà ông mới chinh phạt được. Triệu Diên Thọ dâng biểu xin thu thuế để có quân lương cho quân sĩ viễn chinh, Liêu Thái Tông đáp rằng, "Ở nước ta không có chế độ đó". Rồi ông cho quân Khiết Đan cướp phá các làng mạc, gọi đó là "đả thảo cốc". Điều này dẫn đến việc người Hán bị giết với số lượng lớn, từ già đến trẻ phải dắt díu nhau trốn trong hầm mong thoát nạn. Chẳng được bao lâu, những vùng đất nổi tiếng nhộn nhịp trù phú bao gồm Đại Lương và Lạc Dương, cùng với các châu Trịnh, Hứa, Tào, và Bộc đều trở nên điêu tàn. Ông cũng ra lệnh buộc dân cư ở các châu quân nơi mà quân Khiết Đan đi qua phải ra khỏi thành gọi là để nghênh đón quân Khiết Đan, nhưng thực chất là bắt dân về phương bắc. Điều này dẫn đến sự oán giận của người Hán ngày càng tăng, họ quyết tâm đánh đuổi quân Khiết Đan.
Theo Cựu Ngũ Đại sử và Tư trị thông giám, do tác động của vu phun trào núi lửa ở dãy núi Trường Bạch thuộc Định An Quốc (đời vua Liệt Vạn Hoa), ngày 31 tháng 1 năm 947 có hiện tượng tuyết rơi hơn mười ngày, gây ra tình trạng thiếu lương thực và nạn đói ở Đại Khiết Đan quốc (đời vua Liêu Thái Tông) và vùng Trung Nguyên.
Ngày 24 tháng 2 năm 947, Liêu Thái Tông cải quốc hiệu từ Đại Khiết Đan quốc thành Đại Liêu quốc, triều Liêu chính thức thành lập. Mặc dù Liêu Thái Tông có ý muốn trường kỳ mưu hoạch phát triển Trung Nguyên, song vì binh sĩ Khiết Đan cướp đoạt tài vật của nhân dân, không để cho các tiết độ sứ trở về nơi trấn thủ, khiến dân Trung Nguyên phản kháng.
Một trong số các tiết độ sứ của triều Tấn, mặc dù đã quy phục triều Liêu, nhưng không đến Đại Lương yết kiến Liêu Thái Tông, chính là Tiết độ sứ Hà Đông Lưu Tri Viễn. Ông ta tìm cớ để ở lại Thái Nguyên nhưng chưa ra mặt chống đối người Liêu. Liêu Thái Tông cố gắng buộc ông ta thần phục bằng cách sai sứ đến chỗ Thái Nguyên và ban cho ông ta một cây roi (thứ này Liêu Thái Tông trước kia chỉ ban cho một người là chú của ông, Gia Luật An Đoan) và sai nhắn với ông ta là, "Người không phụng sự cho Nam triều (tức Hậu Tấn, vì khi Liêu nam hạ, Lưu Tri Viễn đã không có hành động gì để cứu triều đình), mà nay cũng không thần phục Bắc triều. Ngươi đang có ý gì?" Trong khi đó, Cao Tùng Hối, người cai trị trên thực tế của Kinh Nam, dâng biểu thần phục Liêu Thái Tông, và dâng cống phẩm. Liêu Thái Tông cũng gửi ngựa để đáp lại, nhưng mặt khác Tùng Hối cùng gửi thư cho Tri Viễn, khuyến tiến. Hoàng đế Nam Đường là Lý Cảnh cũng sai sứ đến chỗ Liêu Thái Tông chúc mừng, và xin được cử người đến trông nom tu sửa lăng tẩm triều Đường (vì Lý Cảnh tự xưng là con cháu và người thừa kế hợp pháp của Nhà Đường). Liêu Thái Tông không theo, nhưng cũng cử sứ đến đáp tạ hoàng đế Nam Đường.
Trong khi đó, với việc các tiết độ sứ bị triệu tập đến Đại Lương, nhiều trấn bắt đầu nổi dậy chống Liêu, khởi đầu là Bảo Nghĩa), quân lính giết chết tiết độ phó sứ Lưu Nguyện, ủng hộ người của họ là Triệu Huy lên thay và tuyên bố kháng Liêu. Không lâu sau, Lưu Tri Viễn xưng đế ở Hà Đông, ban đầu chưa đặt quốc hiệu, sau mới đặt là Hán. Nghe được tin đó, nhiều tiết độ sứ có tư tưởng kháng Liêu đã tuyên bố thần phục Lưu Tri Viễn. Các cuộc nổi dậy càng ngày càng quyết liệt, Liêu Thái Tông phải than rằng, Quả nhân không biết là người Trung Quốc khó trị đến vậy. Ông cử một vài tiết độ sứ trở về trấn của họ cùng với quân Liêu hộ tống phía sau, nhưng không thể dập tắt được các cuộc nổi dậy.
Cuối mùa xuân năm 947, vì mệt mỏi khi phải đối phó với những cuộc nổi loạn, Liêu Thái Tông triệu tập các quan đến Đại Lương, nói với họ: Trời đã sắp vào hạ. Quả nhân khó mà có thể ở lại. Hãy cho ta trở về đại quốc [tức nước Liêu] để trọn đạo hiếu với Thái hậu. Quả nhân sẽ để lại một người đáng tin làm tiết độ sứ. Ông chuẩn bị đưa toàn bộ các cựu thần nhà Hậu Tấn theo ông lên miền bắc, nhưng có người khuyên ông rằng làm như vậy sẽ khiến Đại Lương rơi vào tình trạng mất kiểm soát, vì thế ông chỉ đưa theo những quan chức cao cấp, còn lại vẫn để họ ở Đại Lương. Ông bổ nhiệm anh rể (anh trai của Thuật Luật hoàng hậu) là Thuật Luật Hàn (hay Tiêu Hàn) làm Tiết độ sứ Tuyên Vũ, và để Tiêu Hàn phụ trách phòng ngự Đại Liêu, trong khi bản thân ông rút quân khỏi Trung Nguyên.

## Trở về nước Liêu
Khi Liêu Thái Tông rút lui, đến bờ sông Hoàng Hà, ông than thở rằng: Khi Quả nhân ở đại quốc, Quả nhân thích săn bắn. Nhưng khi ở đây thì lại thất vọng vì không có những thứ đó. Nay nếu trở về đại quốc, ta có chết cũng không hối hận. Khi ông đi ngang qua một tòa thành từng bị quân của ông tàn sát chẳng còn một ai, ông lại than rằng: Trẫm làm những điều tệ hại này đối người Trung Nguyên đều là do Yên vương [tức Triệu Diên Hựu]. Ông cũng cho rằng trách nhiệm cũng thuộc về Trương Lệ.
Việc Liêu Thái Tông rời khỏi Đại Lương chỉ làm cho quân nổi dậy người Hán thêm vững tin, và không lâu sau đó, cửa ngõ án trước sông Hoàng Hà là thành Hà Dương thất thủ. Được tin báo từ Hà Dương, nhà vua khóc rằng:
Quả nhân có ba lỗi khiến cho dân chúng chống lại ta! Thứ nhất, ta hao phí tiền của ở các trấn. Thứ hai, ta cho quân đại quốc làm cỏ những nơi chúng đi qua. Thứ ba, ta không để cho các Tiết độ sứ trở lại trấn của chúng sớm hơn.

Trong khi đó, khi Liêu Thái Tông về đến Lâm Thành thì ngã bệnh. Khi đến Loan Thành), bệnh tình trở nặng. Ông vẫn hành quân trong tình trạng sốt cao, ông đắp nước đá lên ngựa, bụng và tay chân, miệng lại nhai nước đá, để hi vọng hạ sốt. Bởi vậy không lâu sau đó, ông qua đời vào ngày 18 tháng 5 năm 947.
Các tướng lĩnh Khiết Đan mổ bụng của ông và cho muối vào để có thể di chuyển di hài ông về miền bắc. Người Hán do đó mỉa mai gọi ông là "hoàng đế khô". Các tù trưởng Khiết Đan tôn cháu của ông (gọi ông bằng chú), con trai của anh trai ông Gia Luật Bội là Gia Luật Nguyễn làm vua mới, tức Liêu Thế Tông. Sau đó Liêu Thế Tông phải trải qua mấy trận chiến nữa để có thể yên ổn ngồi trên ngai vàng, ban đầu là với Triệu Diên Hựu, sau đó là với Thuật Luật thái hậu và Gia Luật Lý Hồ. Tuy nhiên, nước Liêu không thể chiếm giữ lâu dài Trung Nguyên, khi tướng cũ của Hậu Tấn là Lưu Tri Viễn đã nổi lên giành lấy Trung Nguyên, lập ra nhà Hậu Hán.

## Gia quyến
- Cha Liêu Thái Tổ
- Mẹ: Hoàng hậu Thuật Luật Bình, tức Ứng Thiên thái hậu
- Vợ: Hoàng hậu Thuật Luật Ôn, mẹ của Gia Luật Cảnh và Gia Luật Yểm Tát Cát
- Thiếp: Tiêu thị, mẹ của Gia Luật Thiên Đức, Gia Luật Địch Liệt và Gia Luật Tất Nhiếp
- Các con:
  - Gia Luật Cảnh, phong Thọ An vương năm 929, sau là Liêu Mục Tông
  - Gia Luật Yểm Tát Cát (耶律罨撤葛), phong Thái Bình vương năm 928, cải phong Tề vương năm 969, mất năm 972, Liêu Cảnh Tông truy phong là Hoàng thái thúc
  - Gia Luật Thiên Đức (xử tử năm 948)
  - Gia Luật Địch Liệt, phong Kỳ vương năm 969, tử trận năm 979
  - Gia Luật Tất Nhiếp, tấn phong Việt vương năm 969
  - Gia Luật Lã Bất Cổ, phong Yên quốc Đại trưởng công chúa, kết hôn với Tiêu Tư Ôn.Công chúa là mẹ của Tiêu Yến Yến-Hoàng hậu của Liêu Cảnh Tông,Tiêu thị trở thành thái hậu nhiếp chính thời con trai Liêu Thánh Tông.
  - Gia Luật Trào Côi, kết hôn với Tiêu Hải Lý